# ثلاثي فينيل الفوسفات
ثلاثي فينيل الفوسفات هو مركب كيميائي صيغته OP(OC6H5)3 . هذه المادة الصلبة عديمة اللون عبارة عن إستر (ثلاثي إستر) لحمض الفوسفوريك و الفينول . يستخدم كملدن ولإخماد الحرائق .
يحضر ثلاثي فينيل الفوسفات بواسطة تفاعل أوكسي كلوريد الفوسفور مع الفينول :
POCl3  +  3 HOC6H5   →  OP(OC6H5)3  +  3 HCl

## اعتبارات السلامة
يُظهر ثلاثي فينيل الفوسفات سمّية حادة منخفضة عن طريق الجلد أو الاتصال الفموي .